# Centaurea circassica
Centaurea circassica là một loài thực vật có hoa trong họ Cúc. Loài này được (Albov) Sosn. mô tả khoa học đầu tiên năm 1963.